# Белозор болотный
Белозо́р боло́тный, или золотни́чка боло́тная (лат. Parnássia palústris), — многолетнее травянистое наземное растение, обычное почти на всей территории Европы, включая Россию; типовой вид рода Белозор подсемейства Белозоровые семейства Бересклетовые.
Строение цветка белозора болотного весьма необычно. Между полосатыми лепестками и тычинками находится круг стаминодиев (так называются тычинки, превращающиеся в бесплодные образования). На краях этих образований сидят «булавочки» с тонкими ножками и головками на концах их. Эти головки очень похожи на капельки нектара или мёда, и насекомые, введённые в заблуждение, прилетают на цветок и содействуют опылению.
Вид изредка используется как садовое декоративное растение. В прошлом сушёную траву белозора болотного широко применяли в народной медицине.

## Название
За красоту цветка Карл Линней дал растению имя Parnassia по названию Парнаса, священной горы древних греков, считавшейся местом обитания Аполлона и муз. Видовой эпитет palustris в переводе с латинского означает «болотный» и указывает на обычное место обитания.
В описании растения в Species Plantarum Линней привёл название рода по-латыни — Parnassia, при этом сославшись на упоминание этого названия в своих предыдущих трудах, таких как Flora lapponica, Flora suecica и Hortus cliffortianus, а также в трудах современных ему ботаников Адриана ван Ройена, Альбрехта фон Галлера, Тома-Франсуа Далибара). На поле книжного листа, то есть намеренно отдельно от основного текста, курсивом набран видовой эпитет — palustris. Ниже Линней указал и полиномиальные названия растения, под которыми оно упоминалось в работах долиннеевских ботаников К. Баугина, В. Кордуса, Р. Морисона: Gramen parnassi albo simplici flore — Парнасская трава с простым белым цветком, Pyrola rotundifolia palustris, flore unico ampliore — Грушанка круглолистная болотная с единственным крупным цветком. Завершалось описание указанием на ареал и среду обитания: Habitat in Europae uliginosis — обитает в Европе по болотистым местам. В самом конце стоял графический символ, которым обозначается многолетнее растение, — ♃.
Н. И. Анненков в Ботаническом словаре (1878) в статье о белозоре болотном привёл его названия в книгах европейских учёных (В. Кордуса, Табернемонтана и Ф. И. Видемана) и простонародные и книжные названия, употреблявшиеся в разных губерниях России (с указанием лиц, зафиксировавших эти названия в печати или письменно), а также названия на немецком, французском и английском языках:

Parnassia palustris L. У Valer. Cord. — Hepatica alba. У Tabern. Gramen hederaceum, Flos hepaticus. Фарм. назв. Hepatica alba s. Cordialis s. Parnassia (Herba et Flor). Бѣлозоръ (Моск. Двиг.) Білозоръ (Малор.) Бѣлоцвѣтъ (Пет.) Бѣлоцвѣтка болотная (Твер. Пуп.) Гадай-зілле (Укр. и Малор. Кален.) Горлянка (Волог.) Золотникова трава (Кондр.) Золотникова голова. Золотничка болотная (Моск. Собол.) Ильинская трава (Твер.) Красавка (Твер. Пуп.) Лягушечникъ (Ниж.) Маточникъ бѣлый (Малор.) Мочегонная трава (Сиб. Павл.) Однолистъ (Пер.) Осенній цвѣтъ (Каз. по позднему цвѣтенію). Царскія очи (Курск.) Парнассія (Wied.) Перелой (Волог. Перм. Южн. г. Томск.) Перелойка. Перелойная трава (Вят. Перм. Сиб.) Мужская перелойная трава (Якут. Павл.) Переловная (Georg.) Плющеперъ (Кондр.) Поповка (Олон.) Сердечникъ (Тамб. Кал. Смол. Вит.) Мужской сердечникъ (Мог. вѣр. заим. отъ Фарм. назв. Herba Cordialis). Хлѣбная травка (Шенк. Кост.) Цвѣтъ жизни (Wied.) — Сомнит. Камышникъ (Новг.) Бѣлая Чемериха (Влад.) Кузюляк (Каз.) Видомецъ (Могил.) — Финн. Hevoisenkengän-kukka. — Латыш. Pehtera sahle, ruddens pukke. — Эст. Maska rohi. — Даур. Сортъ гаръ, то есть бѣлый шелкъ. — Нѣм. Das Einblatt, die Erdgalle, die Herrenblume, das Herzblümchen, das weisse Leberkraut, das Parnassengras, die Steinblume, das Studentenröschen, Sumpfleberbhime. — Франц. Fleur du Parnasse, Gazon du Parnasse, Hépatique blanche, Hépatique noble. — Англ. Grass of Parnassus. Прежде употр. въ медицинѣ противъ болѣзней глазъ, боли въ печени, отъ поносовъ и какъ мочегонное. Въ Волог. губ. этимъ растеніемъ лечится у дѣтей поносъ, который назыв. Перелоемъ; а въ Якутск. обл. — венерическая болезнь у мужчинъ, которая тоже назыв. Перелоемъ. Мужской перелойной травой назыв. въ отличіе отъ женской перелойной травы, которая есть Saxifraga bronchialis. Въ Вятск. губ. лечатъ коровъ отъ перелоя, то есть когда молоко перемежается или отдѣляется съ кровью (Лал.) Въ другихъ мѣстахъ употр. для умерщвленія червей у скота и внутрь отъ боли живота.

В. И. Даль в Толковом словаре живого великорусского языка (1863—1866) приводит, кроме таких названий, как перелойная трава, белозор, золотникова голова, золотничка, осенний цвет и царские очи, ещё и горлянка, однолист.
Русское родовое название «белозор», возможно, связано с понятием «взор»: в старину этой травой лечили болезни глаз:160.
Немецкие учёные считают, что одно из названий белозора на немецком языке — нем. Studentenröschen, что переводится как студенческий цветок, — связано с тем, что растение цветёт в начале сентября, когда студенты начинают занятия в университетах.

## Ботаническое описание

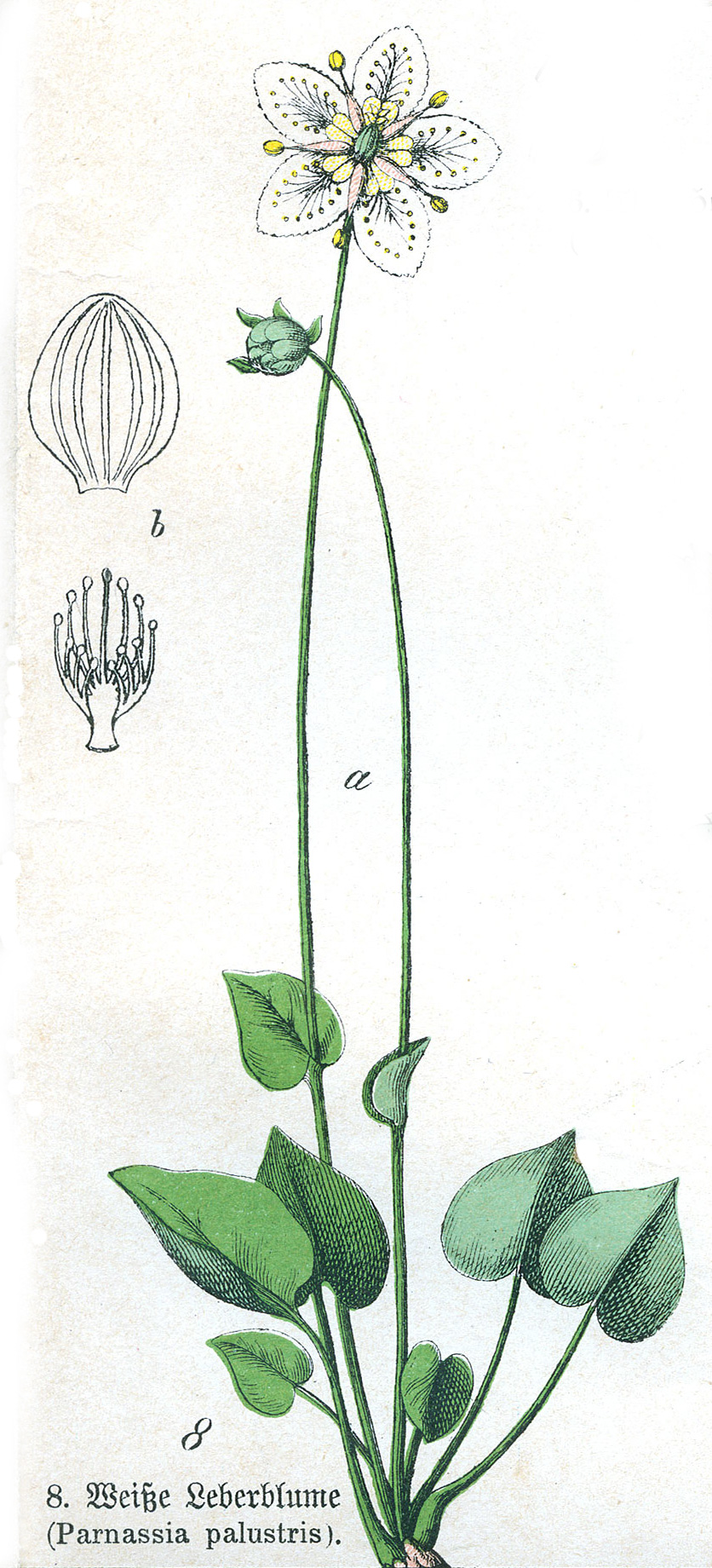
из книги Г. Г. фон Шуберта Naturgeschichte des Pflanzenreichs, 1887

### Внешний облик
Белозор болотный — изящное летнезелёное кистекорневое растение высотой 8—40 см, с коротким корневищем и мочковатыми корнями, образуют маленькие дерновинки.
Всё растение голое; стебли одиночные или их несколько (иногда до пятнадцати), прямые, неветвящиеся, слабо-ребристые, гладкие, лоснящиеся; от основания, часто розового, до сидячего на них листа неравномерно трёхгранные, выше листа крылато-пятигранные; поперечник стебля не превышает 1—1,5 мм. Подземные стебли белозора, как и многих других трав, не имеют сердцевины, они обнаруживают центральный тяж из скученных сосудистых пучков и соответствуют по своему строению погружённому в землю корню:736.

### Листья
Листья 1,2—3,5 × 1,5—4 см, сверху сочно-зелёные, тусклые, снизу бледнее, овальные или яйцевидные, чаще с выемчатым или сердцевидным основанием и притупленной верхушкой, цельнокрайные, собраны в прикорневую розетку. Черешок длинный (до 7 см). Стеблевой лист один (очень редко два), такой же величины и формы, как и розеточные, сидячий, несколько стеблеобъемлющий, расположен около середины цветоносного стебля или немного ниже неё.
От девяти до пятнадцати дуговидных жилок расходятся из основания, сквозят бледно. Нередко между ними слабо заметная тёмная сеть с косвенно восходящими удлинёнными ячеями. Такое жилкование ботаниками раньше называлось «стопонервным»: из листового черешка в основание пластинки входят три отдельных жилки: средняя жилка сравнительно тонка и тянется по прямой линии до конца листа; обе боковых толсты, тотчас же изгибаются, вступив в пластинку, дугообразно вправо и влево, образуют часто плотное окаймление сердцевидного выреза пластинки и отсылают затем к переднему краю пластинки боковые имеющие почти такую же толщину и длину, как средняя главная жилка, и при поверхностном наблюдении могущие быть даже принятыми за главные. Кроме белозора, такое жилкование — у копытня европейского (Asarum europaeum), у кирказона (Aristolochia), у многих фиалок (Viola) и лютиков (Ranunculus):630.

### Цветки
Цветки одиночные крупные (1,5—4 см в поперечнике), сидят на отдельных цветоносах. Чашечка до основания рассечённая, доли её овально-треугольно-ланцетные или ланцетно-линейные, тупо-заострённые; всегда короче венчика. Чашелистики свободные. Лепестки белые с многочисленными продольными желтовато-коричневыми или зеленоватыми прозрачными жилками (в количестве от пяти до пятнадцати); яйцевидной, широкояйцевидной или эллиптической формы, тупые или кверху несколько заострённые, с клиновидным основанием, вдвое длиннее чашечки (5—15 мм длиной, 4—12 мм шириной). Стаминодии на ножке широко-овальные, с многочисленными (от шести до двадцати трёх) нитевидными дольками, снабжёнными желёзками. Тычинки по длине равны стаминодиям, с толстыми кверху суженными нитями и равными им по длине белыми двугнёздными пыльниками. Завязь верхняя, одногнёздная, яйцевидно-пирамидальная или яйцевидно-округлая, белая или красноватая с фиолетовыми точками, с четырьмя сидячими рыльцами. Пестик с четырьмя сидячими рыльцами.
Формула цветка: {\displaystyle \ast Ca_{5}\;Co_{5}\;A_{5:5^{st}}\;G_{\underline {(4)}}}

Диаграмма цветка

Растение цветёт в конце июля или в августе (по некоторым сведениям, 2 августа, в Ильин день; отсюда и одно из народных названий — ильинская трава:160), по другим данным, в июне — июле и сентябре. Каждый цветок цветёт восемь дней:201.

#### Цветение
Биология цветения и устройство цветка белозора болотного изучены очень детально.
Белозор — насекомоопыляемое растение. Его цветки хорошо заметны насекомым. Особенно привлекательны для насекомых стаминодии. Каждый из них состоит из короткого стебелька, расширяющегося в мясистую пластинку, рассечённую затем на тонкие дланевидные дольки, заканчивающиеся золотисто-жёлтыми блестящими шариками, очень похожими на капельки мёда. Эти желёзки ничего, тем не менее, не выделяют и не имеют запаха. Нектар в небольшом количестве выделяется в двух маленьких углублениях на верхней стороне пластинки стаминодия. Но именно круглые блестящие жёлтые желёзки привлекают насекомых. Замечено, что мухи-журчалки — Шароноска украшенная (Sphaerophoria scripta), питающиеся пыльцой, и Syritta pipiens, прилетающие на белозор за нектаром, — сначала «пробуют» эти более заметные части цветка. Иногда притягательность стаминодиев для насекомых объясняется не только внешним видом, имитирующим капельки мёда, но и следами пыльцы или нектара, оставляемыми на них предыдущими насекомыми. Стаминодии способствуют тому, что насекомые дольше остаются на цветке и больше двигаются, что повышает шансы опыления.
Важным приспособлением для перекрёстного опыления у белозора является также дихогамия его цветка, хорошо выраженная протандричность и мимикрия.
Когда цветок раскрывается, рыльце ещё не развито, тычинки очень короткие и прижаты к яйцевидной завязи (см. илл. 1 на врезке). Затем в течение пяти дней тычинки начинают вытягиваться, но не одновременно, а по одной в день. В первый день достигает максимальной длины тычинка, противостоящая наружному чашелистику; при этом она загибается внутрь так, что пыльник оказывается как раз над вершиной завязи, прикрывая место будущего рыльца. Когда пыльник раскроется вверх и наружу, пыльца неизбежно попадёт на насекомое, которое посетит цветок, но на рыльце, даже если бы оно уже и существовало, пыльца не может попасть, так как оно защищено тыльной частью пыльника. Продержавшись один день в таком положении, тычинка отгибается к периферии, уступая место следующей по очереди, и увядает (илл. 2, 3, 4). Через пять дней все тычинки, повторив по очереди эти движения, оказываются отогнутыми кнаружи цветка, и вскоре пыльники опадают. На шестой день тычинки увядают, рыльце ещё не созрело. С седьмого дня начинается развитие крупного четырёхлопастного слегка неправильного сидячего рыльца (илл. 5). Все эти особенности развития цветка направлены на обеспечение перекрёстного опыления насекомыми.
Таким образом, цветок резко протандричен, что препятствует самоопылению. Привлечение же опылителей основано на обмане, имитации несуществующего нектара тычинками — стаминодиями.
Подлетающее насекомое встречает каждый раз только один пыльник. Когда ищущее нектара насекомое нападает на цветок сверху, то ему ничего больше не остаётся, как задеть хоботком пыльник, который как раз в этот самый день трескается, выпускает пыльцу и становится на самой дороге к нектару. Насекомые, которые направляются к нектару не сверху, а с краю цветка, попадают на ту сторону бахромчатых нектарников, которая обращена к центру цветка, и находят там то, что ищут, а именно — «мёд». Они настолько приближаются к середине цветка, что задевают там ту тычинку, которая является в этот день дежурною, то есть открылась и, выпуская пыльцу, совершает соответствующие движения в сторону того пути, по которому насекомые пробираются к нектару. Это один из своеобразных случаев, когда цветок сразу приноровлен к разного рода посетителям, — к насекомым, прилетающим за «мёдом» сверху и подползающим к нему с боков, от края лепестка. И в том, и в другом случае они поставлены в необходимость задевать пыльник и нагружаться его пыльцой:239—240.
Ещё одной интересной особенностью цветения белозора является то, что пахнет он только под тёплыми лучами солнца, а вечером совершенно лишается аромата, лишь только насекомые-опылители отправятся на отдых:195.

### Плоды и семена

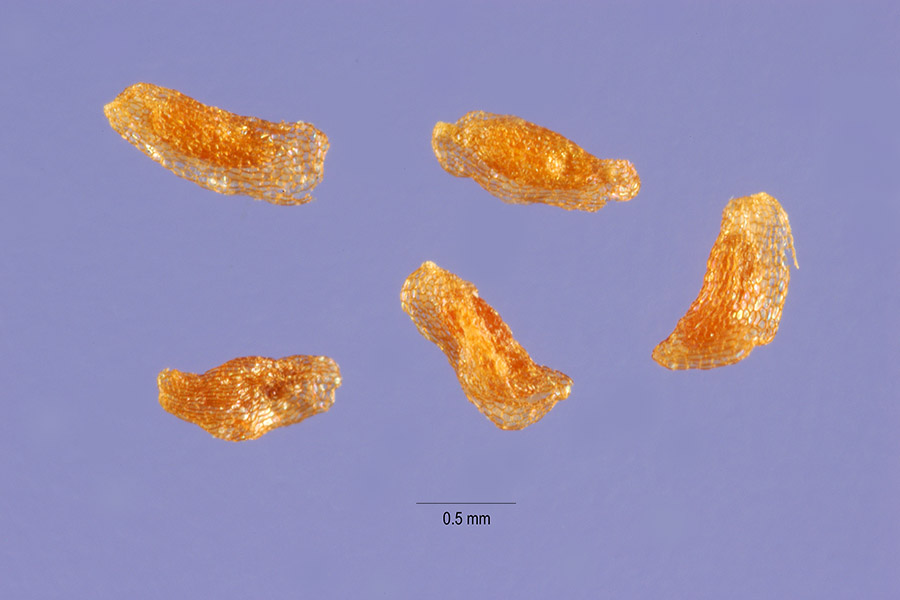
Семена (сильно увеличено)

Плоды — одногнёздные коробочки, раскрывающиеся четырьмя створками. Семена светло-коричневые с более светлой каймой, многочисленные, эллиптические, мелкие (0,5 мм длиной; 700 000 семян в 1 английском фунте, или около 1500 семян в 1 грамме; по другим данным, вес одного семечка составляет 0,00003 г:638), с цилиндрическим зародышем, окружённым тонким слоем эндосперма. Семена созревают в конце лета — осенью, вылетают из коробочки при раскачивании стебля, распространяются водой или ветром.
Число хромосом 2n = 18 (36).

## Распространение и экология
Белозор болотный — характерное растение лугов и луговин, а также нивальных тундр — имеет обширный ареал, охватывающий умеренную зону Северного полушария — Евразию и Северную Америку. На протяжении ареала выявлено несколько географических и экологических рас (популяций), которые рассматривают как отдельные виды или внутривидовые таксоны одного полиморфного вида.
Произрастает на влажных лугах и переувлажнённых местах низменностей и гор (включая высокогорья и Арктику), обычно в местах с обильным, поздно сходящим снеговым покровом. Распространён почти повсюду в Европе (исключая южную часть Апеннинского полуострова, побережья Адриатического моря и юг Греции, а также северную часть Атлантического побережья), в странах Азии с умеренным (Малая и Средняя Азия, северная Монголия, Корейский полуостров, Япония, северный Китай и остров Тайвань) и даже тропическим климатом (Индия), в Северной Африке (горы к югу от Гибралтарского пролива). В Северной Америке ареал белозора покрывает всю арктическую и таёжную часть Аляски (кроме района мыса Барроу) и Юкона, Алеутские острова, низовья и дельту Маккензи, материковые тундры и таёжные районы центральной части Канады (на побережье спорадично), атлантическое побережье Канады и США, Ньюфаундленд, Скалистые горы, горные районы Западных штатов США.
В России растёт почти повсюду: в европейской части (кроме Причерноморья), в том числе во всех среднерусских областях (чаще в нечернозёмной полосе), на Кавказе и во всех районах Сибири (в степной зоне редко, по болотистым берегам рек), на Охотском побережье, Камчатке, северных Курилах, Командорских островах. В российской Арктике распространён от Мурмана до Чукотского полуострова.
Растёт по травянистым сырым берёзовым и еловым лесам и перелескам, лиственничникам и ольховникам, их опушкам, полянам и вырубкам, разнотравным, сырым кочковатым и заболоченным лугам, иногда засолённым и закустаренным, по болотистым берегам водоёмов и галечникам, на мелких болотцах, пустошах, по зарослям кустарников, окраинам болот, склонам оврагов, выгонам, на выработанных торфяниках и обнажениях известняков; на Камчатке — на термальных площадках, в сырых кустарничковых тундрах. Растёт преимущественно на торфянистой почве или на супесях и песках, близко подстилаемых водоупорными глинами, а также на щебнистых берегах ручьёв, галечниках, каменистых россыпях. На переувлажнённой торфянистой почве, в местах, лишённых растительного покрова, образует хорошо развитые многостебельные особи. Встречаясь иногда и на более сухих лужайках в горах, указывает в этих случаях на присутствие грунтовых вод. В горах — в альпийском (гольцовом) поясе и в верхней части лесного, поднимается до субальпийского пояса, где произрастает рассеянно среди лугового травостоя. В Арктике обыкновенен на сухих кочковатых и осоково-пушицево-ивняковых тундрах, на сырых луговинах вдоль ручьёв и рек на разнотравных береговых склонах около снежников. В тундровой зоне встречается особенно в долинах крупных рек и на гористых территориях с выходами обогащённых кальцием горных пород; здесь часто растёт на пойменных и внепойменных лугах, луговинах и луговинных тундрах, а также в сырых эвтрофных пятнистых тундрах, травяных и травяно-моховых ивняках, в нивальных тундрах и луговинах — обычно при хорошем увлажнении и дренаже и при достаточном зимнем снеговом укрытии (однако участков с очень поздним сходом снега избегает).
По отношению к воде белозор болотный — гигрофит, по отношению к кислотности почвы — умеренный ацидофил, предпочитает почвы с водородным показателем pH 4,5—6,0. Жизненная форма по Раункиеру — гемикриптофит.

## Охранный статус
В России растение включено в Красную книгу Курской, Липецкой, Самарской, Ульяновской, Челябинской и Калининградской областей, Республики Татарстан.
В США растение признано исчезающим (англ. endangered) в штате Висконсин, находящимся под угрозой (threatened) — в штате Мичиган.

## Значение и применение
Химический состав изучен мало. Известно, что листья содержат витамин C (0,75 %), алкалоиды (до 0,03 %), флавоноиды (кемпферол, кверцетин, рутин, гиперин, гиперозид, лютеолин), кумарин (0,12 %), сапонины, горькие и дубильные вещества пирокатехиновой группы (4,5 %, по другим данным, 3,6—7,2 %), до 3,38 % смолистых веществ. Цветки содержат лейкоантоцианы, семена — жирное масло.
Растение ядовитое, медоносное (даёт незначительный взяток и представляет для пчёл некоторую ценность на болотах переходного типа). В Монголии используется как кормовое для коз, овец и верблюдов. В прошлом применялось в России в ветеринарии — для лечения некоторых внутренних болезней крупного рогатого скота. Кроме того, настоем травы обмывали раны у скота, чтобы «черви» (личинки мух) не заводились.
Надземная часть растений — пища гусениц Diachrysia zosimi и Kessleria fasciapennella.
По наблюдениям на Камчатке хорошо поедается северным оленем (Rangifer tarandus).

### В медицине
В прошлом белозор болотный широко использовали в народной медицине. Это ценное, но теперь почти забытое лекарственное растение. В народной медицине применяется трава (стебли, листья, цветки), которую собирают в июле — августе, и корни — их заготовляют в сентябре — ноябре. Сырьё собирают, подрезая стебли выше корневой шейки или выдёргивая с корнем, во время цветения и сушат в пучках на открытом воздухе, в тени, отдельно от других растений. Н. И. Анненков в «Ботаническом словаре» указывал, со ссылкой на «Хозяйственное описание Пермской губернии», что в Пермской губернии Российской империи белозор болотный считался хорошим испытанным средством от перелоя (затруднительного мочеиспускания) у детей: «…Для этого заваривают 3 травинки на чайную чашку, в чайнике и дают по нескольку раз в день». Кроме того, траву использовали от «запора мочи» у взрослых, от поноса, боли в животе и давления под ложечкой.
В научной медицине белозор болотный не находит широкого применения из-за малой изученности. Известно, что он регулирует сердечно-сосудистую деятельность:63 и обладает успокаивающим, вяжущим, мочегонным, кровоостанавливающим и ранозаживляющим действием. Водный настой травы и настой корней применяют при болезнях печени, желудочно-кишечных расстройствах, эпилепсии, кровотечениях, кровохарканье и особенно как сердечное средство при нарушении сердечной деятельности в связи с неврозами. В эксперименте экстракт оказывал выраженное желчегонное действие, настой действовал строфантиноподобно: увеличивал минутный объём, повышал амплитуду сокращений, замедлял ритм изолированного сердца лягушки, тонизировал изолированный рог матки морской свинки, повышал тонус и усиливал моторику кишечника, не был токсичен, оказывал слабительное действие. Водно-спиртовой настой проявляет бактерицидную активность в отношении стафилококка золотистого (Staphylococcus aureus). Рекомендуется для клинических испытаний в качестве слабительного.

В аптеках не употребляется, но имеет вкус горьковатый, и силу сжимательную и разводительную. Её цветы и траву можно в отварах пить, от разных внутренних кровотечений, и от завалу в печени; а снаружи на кровавые раны толчёную прикладывать, и на больные глаза; семя её мочу гонит, и рвоту утоляет.— Из старинного ботанического руководства
В народной медицине в Восточной Сибири настой травы употребляют при простудных и детских заболеваниях, на Дальнем Востоке — при эпилепсии, лёгочных кровотечениях, метроррагиях, в Коми — при опухолях, гипертонической болезни, бессоннице, энтероколитах, нефритах, гинекологических болезнях, особенно для ускорения отделения плаценты после родов, на Алтае — при диарее, уретрите, ревматизме, выпадении прямой кишки у детей, острых респираторных инфекциях; на Урале — как общеукрепляющее после родов. На Кавказе отвар цветков пьют при гонорее и белях у женщин, отвар семян — при кашле. В Латвии белозор применяют при гастралгии:161. Наружно настои травы в виде примочек употребляют при воспалительных процессах глаз, толчёную траву прикладывают к ранам. Есть сведения о применении белозора болотного в народной медицине для лечения тахикардии, ишемии, кардиосклероза, аритмий сердца (настойка травы). Положительные результаты отмечались при лечении белозором воспаления лёгких и туберкулёза, воспаления почек, воспаления тонкой кишки. Настой белозора активно подавляет микробную флору в желчевыводящих путях и эффективен при воспалении жёлчного пузыря.
Тибетская медицина рекомендует белозор (под названием «Серебряный тикта») при камнях в почках, как желчегонное («для снятия жара „жёлчи“»), жаропонижающее и сердечно-сосудистое средство. В Монголии трава используется как сердечно-сосудистое средство:86, на Украине и в Беларуси — при тахикардии, истерии, судорогах. Сушёная трава белозора болотного с цветками, листьями и корнями употреблялась в Германии для лечения рака желудка.
Внутреннее применение белозора, как ядовитого растения, требует особой осторожности. Категорически запрещено хранить сырьё белозора болотного с другими растениями. Противопоказан белозор при гипотонии, брадикардии, повышенной свёртываемости крови, беременности.

### В декоративном садоводстве
Белозор болотный — изящное и неприхотливое декоративное растение, особенно ценное продолжительным периодом цветения. При условии регулярного удаления увядших цветков его белые, а иногда розоватые «звёздочки» продолжают украшать берег искусственного водоёма (или цветник с сырой болотной почвой), когда основная масса многолетних растений уже отцвела. Более поздним цветением в условиях сада отличаются особи, выросшие из семян прошлого года, поэтому куртинка растений разного возраста остаётся декоративной до сентября.
Выращивание растений в культуре из семян затруднено: свежесобранные семена светочувствительные, прорастают только на свету (при заглублении в землю не прорастают), но и на свету при 20 °C прорастают очень медленно — в течение трёх лет.
|                                                                                                   |  |  |
| Куртинка цветущих растений (пойма реки Ухты, Республика Коми); листья, стеблевой лист (увеличено) |  |  |

## В культуре и изобразительном искусстве
Grass of Parnassus, thy returning snow

Between September and October chill

Doth speak to me of Autumns long ago,

And these kind faces that are with me still.
Много птиц уж на отлёте,

Осень ломится во двор,

И расцвёл уж на болоте

Бледный цветик белозор.
В Великобритании белозор болотный, как и другие виды этого рода, называется «парнасской травой» (англ. Grass of Parnassus). Белозор считался любимым цветком святого Молуага, почитаемого в Шотландии, изображение растения есть на витраже в церкви св. Молуага на острове Льюис. Растение является одним из символов клана Ливингстонов, претендующего на особое покровительство со стороны Молуага, на гербе этого клана нарисована поляна белозоров. Три «парнасских цветка» присутствуют на гербе графства Камберленд (1951), два — на гербе боро Коупленд в Камбрии (1990). В 2004 году в ходе мероприятия «Цветок графства» белозор победил в народном голосовании в графствах Камбрия и Сазерленд.
В 1888 году вышла книга стихов Э. Лэнга под названием «Grass of Parnassus», в которой «парнасской траве» посвящено заглавное стихотворение.
| |  |  |  |  |
| Ботанические иллюстрации (слева направо): Я. Штурма из книги Deutschlands Flora in Abbildungen, 1796; О. В. Томе из книги Flora von Deutschland, Österreich und der Schweiz, 1885; А. Маскле из книги Atlas des plantes de France, 1891; К. А. М. Линдмана из книги Bilder ur Nordens Flora, 1917—1926. Рисунок пером Э. Уотерман, 1978 |  |  |  |  |

## Классификация

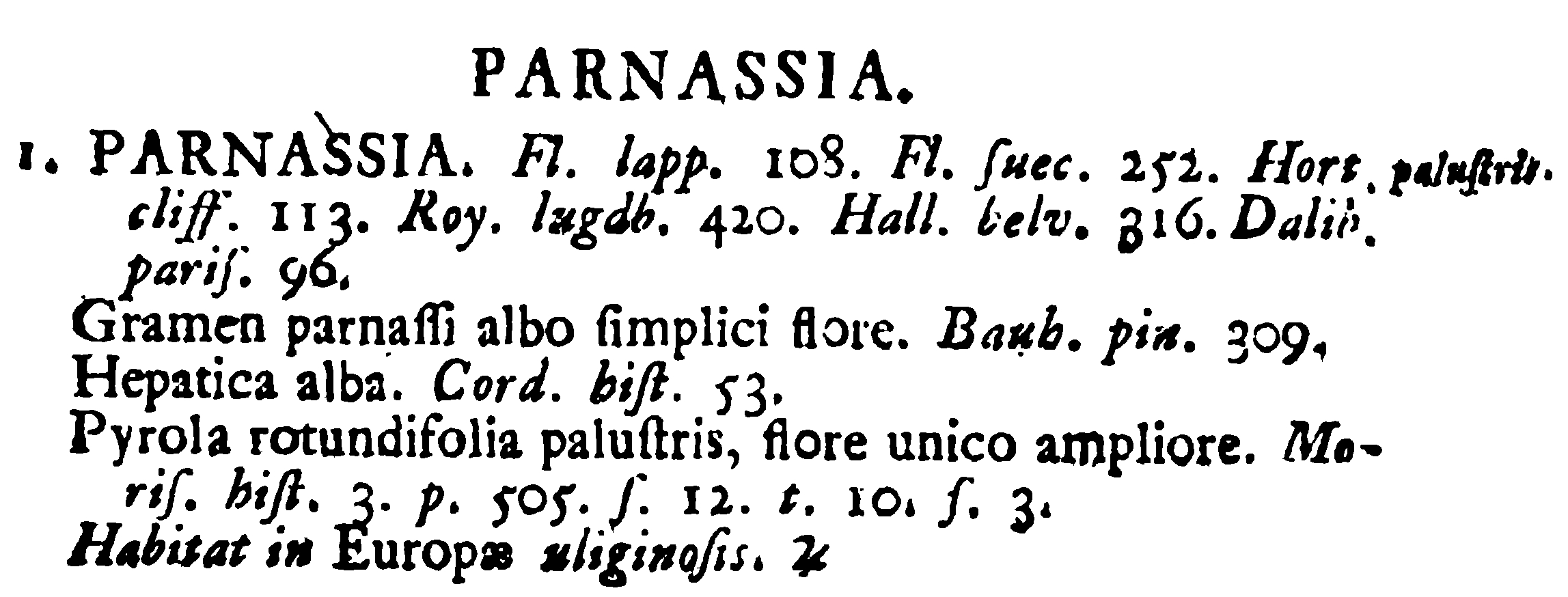
Описание белозора в книге К. Линнея Species Plantarum,
1753, Т. I, С. 273.
Видовой эпитет palustris вынесен на поля страницы справа от текста

Parnassia palustris L. Sp. Pl. ed. I (1753) 273; Ldb. Fl. Ross. I, 262; Некрасова Фл. Аз. Росс. в. 11 (1917) 20; Ком. Фл. Камч. II (1929) 2 3; Крыл. Фл. Зап. Сиб. VI, 1436. — Parnassia ciliata Gilib. Fl. Lith. V (1782) 139. — Ic.: Некрасова 1. с., табл. III В (var. ussuriensis Kom.), табл. IX А (var. tenuis Wahlb.). — Белозор болотный:216.
Описан из Европы (Habitat in Europæ). Тип в Лондоне:217.
Белозор болотный — вид очень изменчивый, на протяжении ареала признаки существенно варьируются: колеблются величина всего растения, размеры и форма лепестков, число прикорневых листьев, форма и высота расположения стеблевого листа, число долей стаминодиев. В различных географических районах наблюдаются различные комбинации этих признаков, по которым А. С. Лозина-Лозинская во «Флоре СССР» (1939) разделяла этот вид на расы, или формы, не выделяя в самостоятельные виды:
- Parnassia palustris f. typica Trautv. — стеблевые листья широкояйцевидные, с сердцевидным, стеблеобъемлющим основанием, чашелистики овально-треугольные, овальные с округлой верхушкой, с многочисленными жилками, стаминодии с 9—13 долями, завязь наверху слегка оттянутая в носик.
- Parnassia palustris f. tenuis (Wahlenb.) Nekr. ([syn.  Parnassia tenuis Wahlenb.], [syn.  Parnassia multiseta Fernald]) — прикорневые листья немногочисленные, стеблевые овальные, узко-овальные и овально-ланцетные, у крайних форм ланцетные, всегда с тупой верхушечкой и несколько скошенным основанием; стебли вытянутые; чашелистики ланцетно-линейные, с немногочисленными жилками; лепестки кверху суженные, с 5—7 жилками, стаминодии с 9—11 долями, завязь оттянутая в носик.
- Parnassia palustris f. ussuriensis Kom. ex Nekr. — растения крупные, мощные с крупными цветками, грубыми, почти кожистыми листьями, стеблевыми листьями, расположенными обыкновенно выше середины; стебли одиночные, стаминодии с 17—21 долями, завязь округло-овальная, не оттянутая в носик.
- Parnassia palustris f. caucasica Losinsk. — стеблевые листья широкояйцевидные с заострённой верхушкой, сердцевидным стеблеобъемлющим основанием и 5 резко выступающими жилками, лепестки овальные, с бледными жилками, стаминодии с 5—7 долями, завязь округлая, не оттянутая в носик.
- Кроме того, Лозина-Лозинская отметила полярно-арктическую форму, названную В. Л. Комаровым в гербарии для Камчатки Parnassia palustris f. alpina Kom. По её мнению, «это то, что Ruprecht описал, как Parnassia obtusiflora»[К 3][21] — растения приземистые, низкорослые, кустистые с крупными цветками и бледными листьями.

Исследователи более позднего времени обнаружили, что Белозор болотный изменчив и по другим морфологическим признакам, например, по величине стеблевого листа, форме и жилкованию чашелистиков, длине стаминодиев. Это не позволяет классифицировать формы (расы), приведённые Лозиной-Лозинской.
«Арктическая флора СССР» (1984) признала среди существующих схем таксономического подразделения Parnassia palustris s.l. наиболее удачной для нашей флоры трактовку Э. Хультена, включавшую типовой подвид Parnassia palustris subsp. palustris и аркто-альпийский подвид Parnassia palustris subsp. neogaea (Fern.) Hult. К последнему подвиду причислена разновидность Parnassia palustris var. tenuis.
- Типовой подвид Parnassia palustris subsp. palustris — растения обычно довольно крупные, 20—40 см высотой (реже менее рослые); все листья довольно плотные, кожистые; стеблевой — сердцевидный или почти почковидный, сходный по форме и по размерам с прикорневыми; чашелистики также плотные, кожистые, довольно широкие (длина их всего в 1,5—2,3 раза больше ширины), яйцевидные или широколанцетные, туповатые или заострённые к верхушке; лепестки широкие, часто налегающие краями друг на друга, с многочисленными, ясно обозначенными тёмными жилками; стаминодии с 12—20 долями; многие части растения обычно обильно покрыты ржавыми точками или чёрточками — вместилищами танина[35]:18—19.
- Parnassia palustris subsp. neogaea (Fern.) Hult. — растения 6—25 (редко до 35) см высотой; листья, как и всё растение, нежные и тонкие, светло-зелёные, прикорневые — слабосердцевидные или широкояйцевидные, в основании почти без выемки, стеблевые — от дельтовидно-овальных, слегка заострённых, до широколанцетных, узколанцетных и у крайних форм — линейных или почти чешуевидных; чашелистики тонкие, довольно узкие (длина их в 2,5—4 раза больше ширины), листовидные, островатые, линейно-ланцетные или ланцетно-продолговатые; лепестки ромбическо-эллиптические, с немногочисленными слабоокрашенными жилками; стаминодии с меньшим, чем у типового подвида, количеством долей (от 5 до 11, редко до 14); растение необильно покрыто ржавыми точками, иногда совсем без них[35]:19.

С. К. Черепанов в сводке «Сосудистые растения России и сопредельных государств» (1995) привёл взгляд ботаников-систематиков конца XX века на таксономическое состояние вида в России. По его мнению, кроме типового подвида, должны быть приняты три подвида:
- Parnassia palustris subsp. multiseta (Ledeb.) Worosch.[82]
- Parnassia palustris subsp. neogaea (Fern.) Hult.
- Parnassia palustris subsp. pseudoalpicola Worosch. & Makarov[83].

Все другие ранее принимавшиеся в России подвиды и разновидности Черепанов определил как синонимы вышеуказанных.
В Северной Америке Эйса Грей описал и определил в 1876 году калифорнийский подвид Parnassia palustris subsp. californica (A.Gray) A.E.Murray. The Plant List (2010) считает его синонимом самостоятельного вида Parnassia californica (A.Gray) Greene.
Усилиями японских и китайских учёных определены найденные в 1990-х годах дальневосточные разновидности Parnassia palustris var. izuinsularis H.Ohba, Parnassia palustris var. yakusimensis (Masam.) H.Ohba, а также формы Parnassia palustris f. rhodanthera H.Ohba & Y.Umezu и Parnassia palustris f. nana T.C.Ku (обнаружена в Синьцзян-Уйгурском автономном районе). Последняя форма базой данных The Plant List (2010) определена как синоним основной разновидности Parnassia palustris var. palustris.
The Plant List (2010) определил Parnassia palustris var. neogaea Fernald, Parnassia palustris subsp. neogaea (Fernald) Hultén и Parnassia palustris subsp. obtusiflora (Rupr.) D.A.Webb синонимами Parnassia palustris L.

### Таксономическое положение
Вид Белозор болотный относится к роду Белозор (Parnassia) семейства Бересклетовые (Celastraceae) порядка Бересклетоцветные (Celastrales), который включается в дочернюю кладу Фабиды, последовательно входящую в более крупные клады Розиды → Суперрозиды → Эвдикоты → Цветковые растения. Таксономическая схема в соответствии с Системой APG IV по состоянию на декабрь 2023 года:
|  |                          |  |                                   |                                   |               |  | еще 1 семейство | еще 1 семейство |                  |  |                         |  | еще 55 подтвержденных видов и 2 вида в статусе "неподтвержденных" | еще 55 подтвержденных видов и 2 вида в статусе "неподтвержденных" |  |
|  |                          |  |                                   |                                   |               |  | еще 1 семейство | еще 1 семейство |                  |  |                         |  | еще 55 подтвержденных видов и 2 вида в статусе "неподтвержденных" | еще 55 подтвержденных видов и 2 вида в статусе "неподтвержденных" |  |
|  |                          |  |                                   | порядок Бересклетоцветные         |               |  |                 |                 | Белозор          |  |                         |  |                                                                   |                                                                   |  |
|  |                          |  |                                   | порядок Бересклетоцветные         |               |  |                 |                 | Белозор          |  | 3 внутривидовых таксона |  |                                                                   |                                                                   |  |
|  | клада Цветковые растения |  |                                   |                                   | Бересклетовые |  |                 |                 | Белозор болотный |  |                         |  |                                                                   |                                                                   |  |
|  | клада Цветковые растения |  |                                   |                                   |               |  |                 |                 |                  |  |                         |  |                                                                   |                                                                   |  |
|  |                          |  | ещё 63 порядка цветковых растений | ещё 63 порядка цветковых растений |               |  |                 | еще 98 родов    | еще 98 родов     |  |                         |  |                                                                   |                                                                   |  |
|  |                          |  |                                   | ещё 63 порядка цветковых растений |               |  |                 |                 | еще 98 родов     |  |                         |  |                                                                   |                                                                   |  |

### Внутривидовые таксоны
- Parnassia palustris var. izuinsularis H.Ohba
- Parnassia palustris var. palustris
- Parnassia palustris var. yakusimensis (Masam.) H.Ohba

### Синонимы
- Enneadynamis polonorum Bubani